# Colombier (Haute-Saône)
Pour les articles homonymes, voir Colombier.
Colombier est une commune française située dans le département de la Haute-Saône, la région culturelle et historique de Franche-Comté et la région administrative Bourgogne-Franche-Comté.
La commune appartient à la communauté d'agglomération de Vesoul.

## Géographie
Le territoire communal s'étend sur 13,91 km2, avec une altitude minimale de 222 mètres et une altitude maximale de 375 mètres.

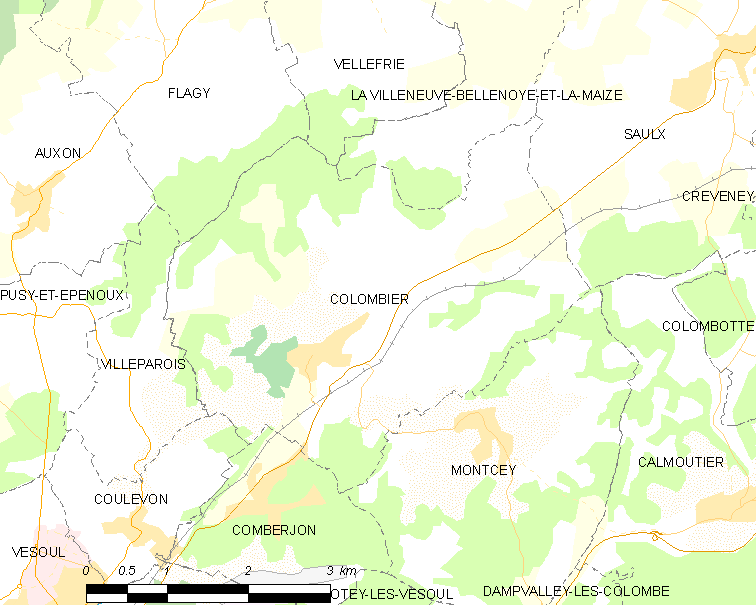
Situation de Colombier.

### Géologie
Le territoire communal repose sur le gisement de schiste bitumineux de Haute-Saône daté du Toarcien.

### Transports
Depuis la fermeture de la gare de Colombier (sur la ligne de Paris-Est à Mulhouse-Ville), la gare SNCF de Vesoul est la plus proche du village. Le terrain aménagé pour les avions le plus proche est l'aérodrome de Vesoul - Frotey.
L'agglomération de Vesoul est desservie par son réseau de transports en commun VBus+.

### Climat
Pour des articles plus généraux, voir Climat de la Bourgogne-Franche-Comté et Climat de la Haute-Saône.
En 2010, le climat de la commune est de type climat de montagne, selon une étude du Centre national de la recherche scientifique s'appuyant sur une série de données couvrant la période 1971-2000. En 2020, Météo-France publie une typologie des climats de la France métropolitaine dans laquelle la commune est exposée à un climat semi-continental et est dans la région climatique  Lorraine, plateau de Langres, Morvan, caractérisée par un hiver rude (1,5 °C), des vents modérés et des brouillards fréquents en automne et hiver. 
Pour la période 1971-2000, la température annuelle moyenne est de 10,4 °C, avec une amplitude thermique annuelle de 17 °C. Le cumul annuel moyen de précipitations est de 1 070 mm, avec 13,1 jours de précipitations en janvier et 9,9 jours en juillet. Pour la période 1991-2020, la température moyenne annuelle observée sur la station météorologique de Météo-France la plus proche, « Frotey_sapc », sur la commune de Frotey-lès-Vesoul à 5 km à vol d'oiseau, est de 11,2 °C et le cumul annuel moyen de précipitations est de 914,2 mm. 
La température maximale relevée sur cette station est de 38,5 °C, atteinte le 25 juillet 2019 ; la température minimale est de −14,9 °C, atteinte le 20 décembre 2009,,. 
Les paramètres climatiques de la commune ont été estimés pour le milieu du siècle (2041-2070) selon différents scénarios d'émission de gaz à effet de serre à partir des nouvelles projections climatiques de référence DRIAS-2020. Ils sont consultables sur un site dédié publié par Météo-France en novembre 2022.

## Urbanisme

### Typologie
Au 1er janvier 2024, Colombier est catégorisée commune rurale à habitat dispersé, selon la nouvelle grille communale de densité à sept niveaux définie par l'Insee en 2022.
Elle est située hors unité urbaine. Par ailleurs la commune fait partie de l'aire d'attraction de Vesoul, dont elle est une commune de la couronne,. Cette aire, qui regroupe 158 communes, est catégorisée dans les aires de 50 000 à moins de 200 000 habitants,.

### Occupation des sols
L'occupation des sols de la commune, telle qu'elle ressort de la base de données européenne d’occupation biophysique des sols Corine Land Cover (CLC), est marquée par l'importance des territoires agricoles (73 % en 2018), une proportion sensiblement équivalente à celle de 1990 (73,2 %). La répartition détaillée en 2018 est la suivante : 
prairies (35,2 %), zones agricoles hétérogènes (25 %), forêts (24,5 %), terres arables (12,8 %), zones urbanisées (2,5 %). L'évolution de l’occupation des sols de la commune et de ses infrastructures peut être observée sur les différentes représentations cartographiques du territoire : la carte de Cassini (XVIIIe siècle), la carte d'état-major (1820-1866) et les cartes ou photos aériennes de l'IGN pour la période actuelle (1950 à aujourd'hui).

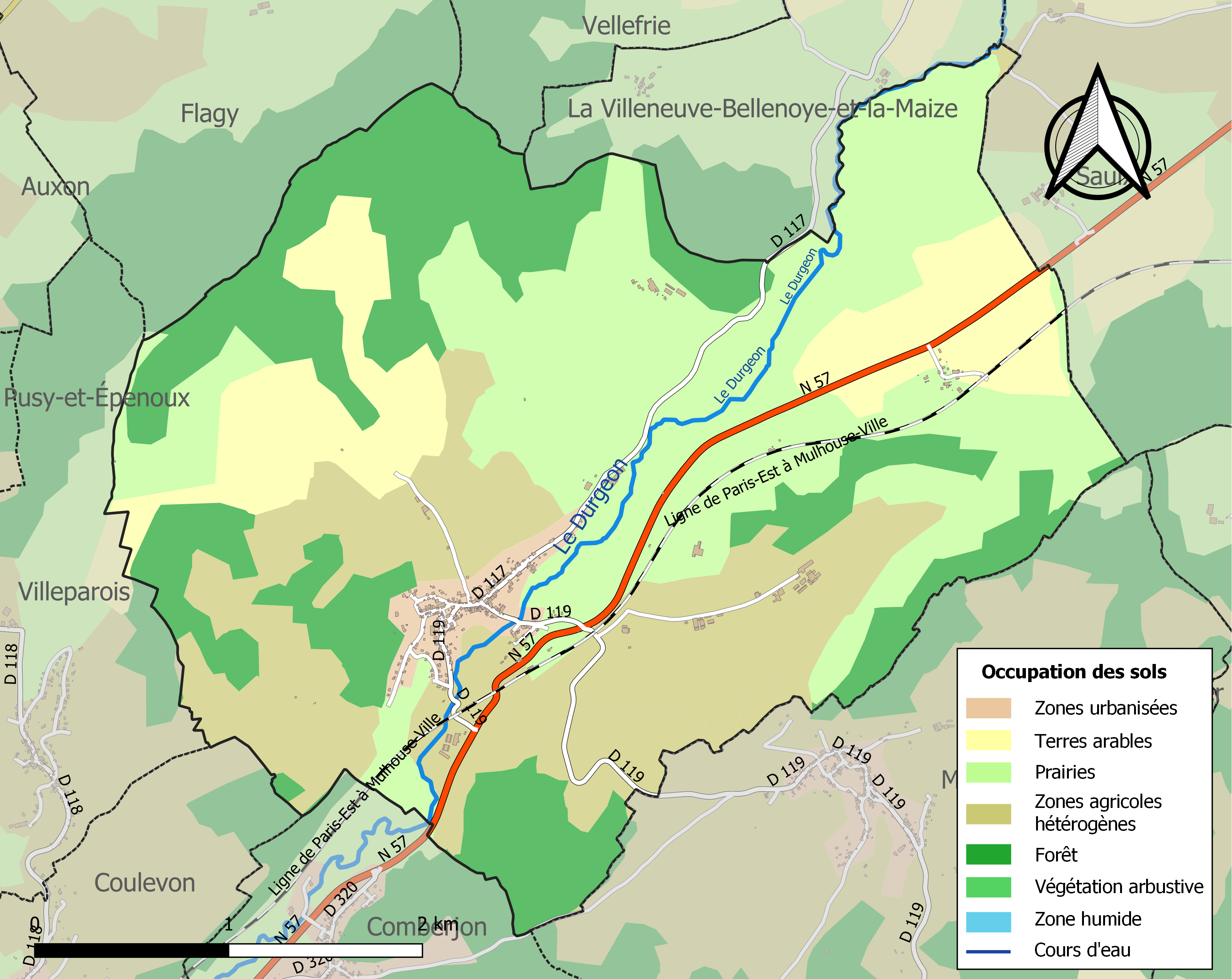
Carte des infrastructures et de l'occupation des sols de la commune en 2018 (CLC).

### Morphologie urbaine
Colombier est situé dans l'aire urbaine de Vesoul, qui totalise en 2008, 59 288 habitants.

### Logement
Le nombre de logements dans la commune était de 193, en 2009, dont 164 résidences principales soit 84,9 % de l'ensemble des logements, 9 résidences secondaires et logements occasionnels, soit 4,5 % et 20 logements vacants, soit 10,5 %. On dénombre 122 résidences principales qui détiennent 5 pièces ou plus.
La commune comptait 173 maisons et 78 appartements en 2009, alors qu'elle possédait 147 maisons et 6 appartements, en 1999.

## Histoire
La commune, instituée lors de la Révolution française a temporairement absorbé de 1808 à 1842 celle de Comberjon. Pour Montaigu-sous-Colombier, voir plus bas : château de Montaigu.

## Politique et administration

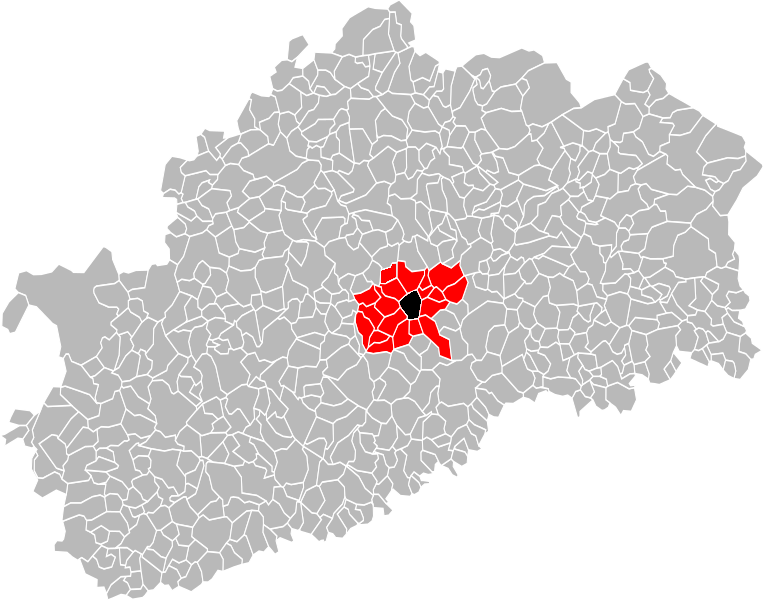
Carte départementale montrant en rouge les communes de la communauté d'agglomération de Vesoul.

### Rattachements administratifs et électoraux
La commune fait partie de l'arrondissement de Vesoul du département de la Haute-Saône, en région Bourgogne-Franche-Comté. Pour l'élection des députés, elle dépend de la première circonscription de la Haute-Saône.
Elle faisait partie depuis 1793 du canton de Vesoul. Celui-ci est scindé en 1973 et la commune intègre le canton de Vesoul-Est. Dans le cadre du redécoupage cantonal de 2014 en France, la commune fait désormais partie du canton de Vesoul-2.

### Intercommunalité
La commune fait partie depuis 2003 de la communauté de communes de l'agglomération de Vesoul, devenue en 2012 la communauté d'agglomération de Vesoul, appartenant elle-même au pays de Vesoul et du Val de Saône.

### Conseil municipal
Conformément aux dispositions relatives à la population de la commune, le conseil municipal est composé de 11 membres.

### Liste des maires
| Période                                  | Période                         | Identité            | Étiquette | Qualité                           |
| ---------------------------------------- | ------------------------------- | ------------------- | --------- | --------------------------------- |
| Les données manquantes sont à compléter. |                                 |                     |           |                                   |
| mars 2001                                | novembre 2004                   | Patrice Virot       |           |                                   |
| décembre 2004                            | 2014                            | Gérard Dechambenoît |           |                                   |
| mars 2014                                | En cours (au 25 septembre 2016) | Sébastien Galmiche  |           | Technicien d'atelier chez Peugeot |

## Population et société

### Démographie
L'évolution du nombre d'habitants est connue à travers les recensements de la population effectués dans la commune depuis 1793. Pour les communes de moins de 10 000 habitants, une enquête de recensement portant sur toute la population est réalisée tous les cinq ans, les populations de référence des années intermédiaires étant quant à elles estimées par interpolation ou extrapolation. Pour la commune, le premier recensement exhaustif entrant dans le cadre du nouveau dispositif a été réalisé en 2005.

En 2022, la commune comptait 438 habitants, en évolution de −2,45 % par rapport à 2016 (Haute-Saône : −1,4 %, France hors Mayotte : +2,11 %).
| 1793 | 1800 | 1806 | 1821  | 1831 | 1836  | 1841  | 1846 | 1851 |
| ---- | ---- | ---- | ----- | ---- | ----- | ----- | ---- | ---- |
| 934  | 971  | 940  | 1 115 | 956  | 1 204 | 1 172 | 962  | 960  |

| 1856 | 1861 | 1866 | 1872 | 1876 | 1881 | 1886 | 1891 | 1896 |
| ---- | ---- | ---- | ---- | ---- | ---- | ---- | ---- | ---- |
| 844  | 822  | 769  | 736  | 756  | 747  | 709  | 656  | 575  |

| 1901 | 1906 | 1911 | 1921 | 1926 | 1931 | 1936 | 1946 | 1954 |
| ---- | ---- | ---- | ---- | ---- | ---- | ---- | ---- | ---- |
| 550  | 563  | 543  | 469  | 418  | 401  | 356  | 370  | 337  |

| 1962 | 1968 | 1975 | 1982 | 1990 | 1999 | 2005 | 2006 | 2010 |
| ---- | ---- | ---- | ---- | ---- | ---- | ---- | ---- | ---- |
| 339  | 354  | 372  | 387  | 384  | 379  | 369  | 366  | 419  |

| 2015 | 2020 | 2022 | - | - | - | - | - | - |
| ---- | ---- | ---- | - | - | - | - | - | - |
| 447  | 439  | 438  | - | - | - | - | - | - |

### Mairie

La mairie.

La mairie se trouvait initialement à l'étage de l'école. Afin de la rendre accessible aux personnes handicapées, elle a été aménagée en 2012 dans le presbytère attenant à l’église.

### Santé
L'hôpital le plus proche de Colombier est le CHI de Vesoul.

### Cultes
.

## Culture locale et patrimoine

### Lieux et monuments

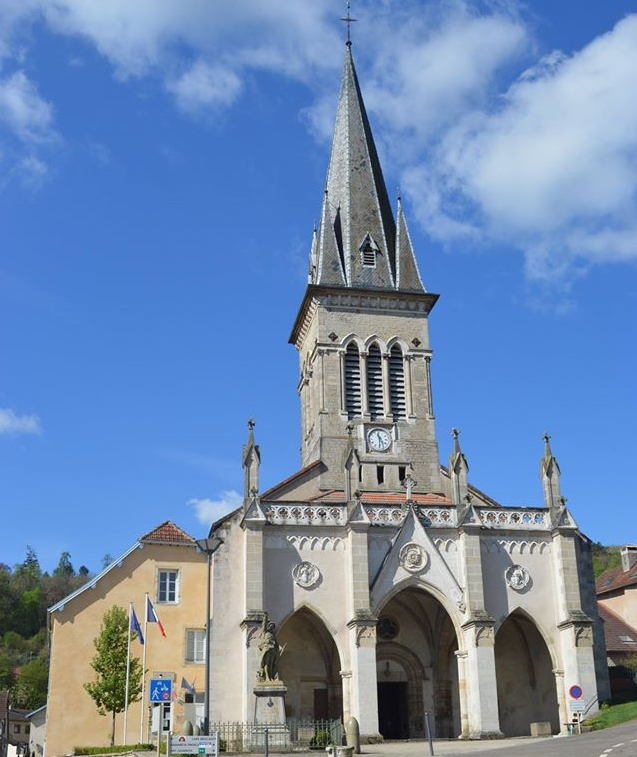
L'église de Colombier.

- Château de La Roche (ruines XIIe siècle, nouveau château XVIIIe siècle).
- Ruines du château de Montaigu (XIIe)[25], fief des Bourgogne-Comté-Chalon, dont la branche cadette de Bourgogne-Montaigu s'est fondue ensuite dans les Neuchâtel-Bourgogne-Montaigu.
- Église des Saints-Jumeaux, néogothique XIXe, comprenant des parties des XIIIe et XIVe siècles[26].  L'église est dédiée aux Saints-Jumeaux Speusippe, Eleusippe et Méleusippe.  Lors de sa reconstruction en 1853 par l’architecte Charles Dodelier, l'église a été démontée en partie puis agrandie  en retournant son entrée principale d’un demi-tour, pour faire face au centre du village[27]. Le chantier est interrompu faute d'argent et reprend en 1875. Dodelier fait alors construire le clocher de l'église et achève la façade.
- Statue.

### Personnalités liées à la commune
- Charles-Emmanuel-Polycarpe de Saint-Mauris, militaire et homme politique décédé à Colombier.

### Héraldique
| Blason de Colombier | Blason  | D'azur à deux collines cousues de sinople, chacune chargée d'une grappe de raisin vrillée d'or et sommée d'une tour d'argent couverte et pommetée d'or, ajourée du champ, entre lesquelles coule une rivière d'argent ondoyant en pal sur laquelle est posé un tau d'or et au sommet duquel est perchée une colombe d'argent, becquée d'or, les ailes éployées. |
| Blason de Colombier | Détails | Le blason évoque la vallée et les deux châteaux, la vigne, ainsi que saint Antoine, patron de la paroisse, par le tau, le nom de la commune est rappelé par la colombe. Création de Nicolas Vernot adoptée par la municipalité en 2013. |